# Kim Novak badade aldrig i Genesarets sjö
Kim Novak badade aldrig i Genesarets sjö (en català Kim Novak mai es va banyar al mar de Galilea) és una adaptació cinematogràfica de la novel·la homònima de Håkan Nesser del 2005, dirigida per Martin Asphaug.

## Argument
Els amics adolescents suecs Erik i Edmund passen les seves vacances d'estiu l'any 1962 a una casa de vacances anomenada Genezareth al llac Möckeln, prop de la petita ciutat de Kumla. Els dos nois van acompanyats pel germà gran de l'Erik, Henry. Al final del curs, els dos companys van conèixer la professora Ewa Kaludis, que feia classe com a suplent a la seva escola. Per la seva semblança amb l'actriu estatunidenca, molts l'anomenen Kim Novak, i com ella, l'Ewa també captiva a tots els estudiants gràcies a la seva bellesa.
L'Ewa és la promesa de la professional de l'handbol Berra Albertsson, a qui tothom anomena "Cannon Berra" i que té una forta inclinació per la violència física. Això no impedeix que Henry, un jove periodista local amb ambicions literàries, s'impliqui en una apassionada aventura amb Ewa. Un dia, l'Ewa arriba a la casa Genezareth plorant i amb la cara magolada. Kanonen-Berra la va maltractar i aviat apareix davant de la casa de vacances ell mateix. No hi troba ningú excepte l'Erik; tanmateix, amenaça amb tornar més tard.
L'endemà el van trobar mort a cops en un aparcament proper a la casa. La pregunta per a la policia és si Henry el va matar.
La investigació va en cercles. Les declaracions de l'Erik i l'Edmund es contradiuen parcialment, i la coartada d'Henry, de la qual testimonia l'Ewa, és molt inestable. Però el crim no es pot atribuir a ningú. Henry és arrestat inicialment, però alliberat per manca de proves. Es trasllada a Göteborg. Quan l'Ewa vol saber per l'Erik si ell o l'Edmund van cometre l'assassinat, no li dóna cap resposta.
Dècades més tard, l'Erik visita el malalt terminal Edmund al seu llit de mort. Allà li dóna una carta. Després del funeral del seu amic, l'Erik llegeix la carta al tren i després torna al lloc dels fets per primera vegada. Allà llavors desenterra l'arma homicida, un martell, prop d'una soca d'arbre, l'enfonsa al llac i crema la carta d'Edmund.

## Repartiment
- Anton Lundqvist: Erik Wassman
- Jesper Adefelt: Edmund Wester
- Jonas Karlsson: Henry Wassman
- Johan H:son Kjellgren: Erik adult
- Helena af Sandeberg: Ewa Kaludis
- Anders Berg: Berra Albertsson
- Leif Andrée: Albin Wester
- Måns Nathanaelson: Rogga Lundberg
- Cecilia Nilsson: Signe Wester
- Chatarina Larsson: Ellen Wassman
- Donald Högberg: Filip Wassman
- Josefin Strandberg: Britt Laxman
- Anders A. Rosendahl: Comissari Lindström
- Emil Johnsen: Lasse Snedtrut
- Pär Luttropp: Brylle

## Narrativa
La trama descriu els esdeveniments des de la perspectiva d'Erik. La narració canvia repetidament d'anada i tornada entre els nivells temporals dels esdeveniments de 1962 i els del present. A les transicions, ambdós nivells sovint s'entrellacen mitjançant transicions sense fissures o mitjançant el canvi de la veu en off del jove i el vell Erik.

## Diferència amb el llibre

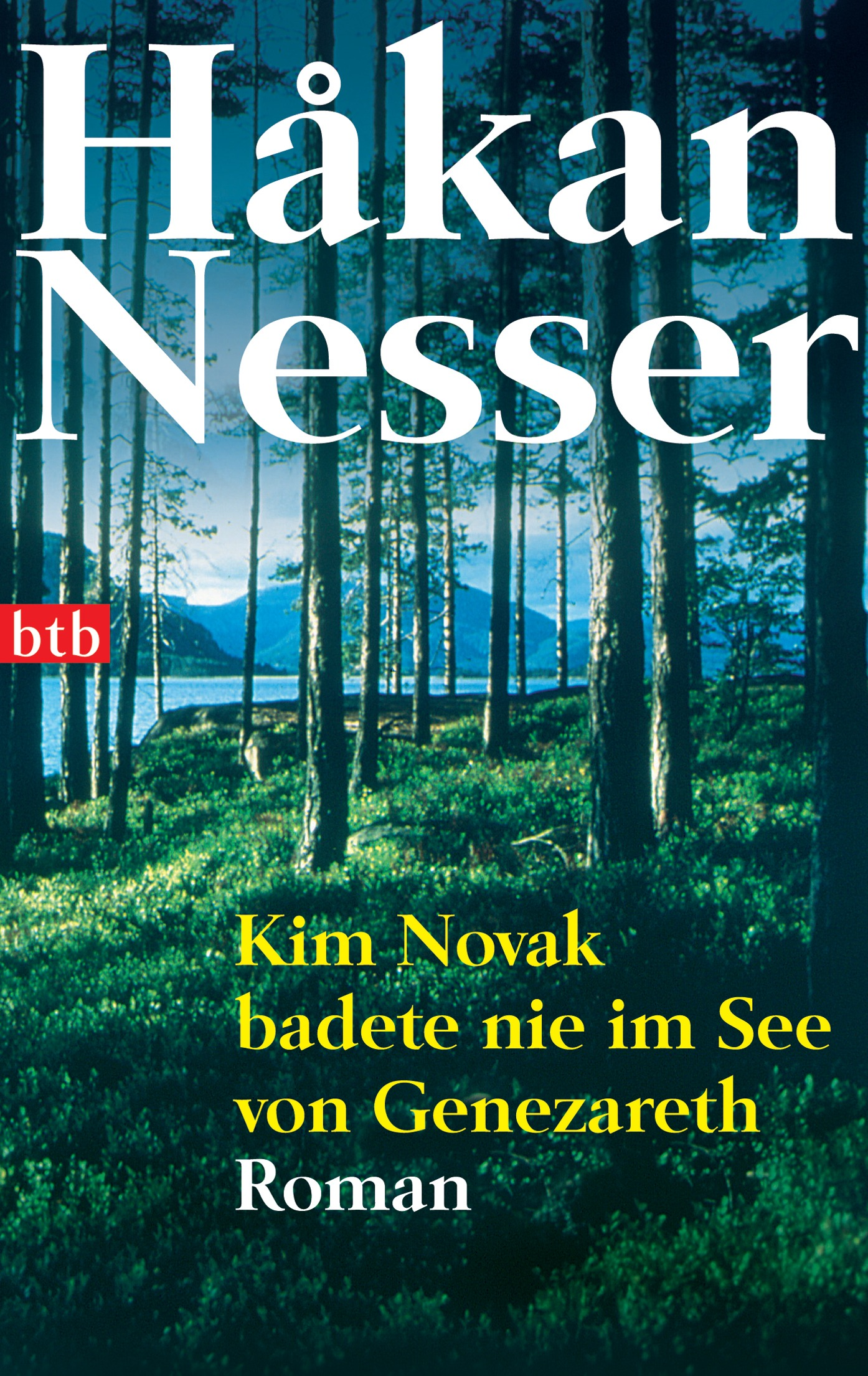
Portada de l'edició alemanya del llibre

La pel·lícula és fidel a l'original literari amb la següent diferència: al llibre hi ha un final obert: l'autor pot ser el narrador en primera persona Erik o el seu amic Edmund. Al llibre, el malalt terminal Edmund no li dóna cap carta a Erik amb la possible confessió. A la pel·lícula, però, tot apunta a Edmund com a autor.

## Llocs de rodatge
La pel·lícula Kim Novak badade aldrig i Genesarets sjö es va filmar com a coproducció noruega-sueca-alemanya l'any 2004 a les ciutats sueques Vänersborg, Trollhättan i Askersund.

## Crítiques
| «                                   | Adaptació cinematogràfica, que desenvolupa de manera casual i lacònica la història d'un 'horrible' que tot canvia. L'estil narratiu concentrat, reduït i a petita escala del llibre marca constantment el ritme; També gràcies als dos excel·lents actors protagonistes, una història d'iniciació atmosfèricament densa amb una atenció amorosa als detalls. | » |
| — Lexikon des internationalen Films | |   |